# Rebellion (2022)
Rebellion (2022) – gala wrestlingu zorganizowana przez amerykańską federację Impact Wrestling (IW), która była nadawana na żywo w systemie pay-per-view i za pośrednictwem platformy Fite.tv. Odbyła się 23 kwietnia 2022 w Mid-Hudson Civic Center w Poughkeepsie. Była to czwarta gala z cyklu Rebellion, a zarazem trzecie per-per-view IW w 2022.

## Rywalizacje
Rebellion oferowało walki wrestlingu z udziałem różnych zawodników na podstawie przygotowanych wcześniej scenariuszy i rywalizacji, które są realizowane podczas cotygodniowych odcinków programu Impact!. Wrestlerzy odgrywają role pozytywnych (face) lub negatywnych bohaterów (heel), którzy rywalizują pomiędzy sobą w seriach walk mających budować napięcie.

### Countdown to Rebellion

#### Pojedynek o Impact X Division Championship
Impact Wrestling zorganizował dwie walki trójosobowe, których zwycięzcy zostaliby przeciwnikami dotychczasowego mistrza, Treya Miguela, na nadchodzącej gali. 10 marca Ace Austin pokonał Crazzy’ego Steve’a i Johna Skylera, natomiast dwa tygodnie później Mike Bailey zwyciężył Laredo Kida i Williego Macka. 

#### Pojedynek o Impact Knockouts World Tag Team Championship
Na gali Sacifice (5 marca) The Influance (Madison Rayne i Tenille Dashwood) pokonały The IInspiration (Cassie Lee i Jessie McKay), zostając nowymi mistrzyniami drużynowymi. 19 kwietnia Impact Wrestling poinformował, że obie drużyny zmierzą się w walce rewanżowej.

### Główna karta

#### Pojedynek o Impact World Championship
Od czasu utraty tytułu Impact World Championship na Bound for Glory (23 października 2021) celem Josha Alexandra było stoczenie walki rewanżowej z jego pogromcą, Moose’em. Jednak wiceprezes federacji, Scott D’Amore, wyznaczał mu kolejnych przeciwników, nie dopuszczając do pojedynku z Moose’em, w nadziei, że ten będzie potrafił trzymać skrajne emocje na wodzy w swojej rywalizacji. 10 lutego Alexander zażądał zmierzenia się z mistrzem świata, w innym przypadku odejdzie z federacji. Wobec tego D’Amore odsunął go od walki na gali No Surrender, gdzie wspólnie z Chrisem Sabinem, Eddiem Edwardsem, Richem Swannem i Rhino jako Team Impact mieli walczyć przeciwko drużynie byłych zawodników Ring of Honor – Honor No More, oraz odesłał go do domu.
Kanadyjczyk powrócił do Impact Wrestling 5 marca, podczas gali Sacrifice, kiedy to po walce wieczoru zaatakował mistrza świata. Zawodnik poinformował, że podpisał nowy kontrakt zawodniczy oraz otrzymał kontrakt na pojedynek o Impact World Championship na Rebellion. 

#### Pojedynek o Impact World Tag Team Championship
Na gali Sacrifice Violent By Design (Eric Young i Joe Doering) pokonali The Good Brothers (Karl Anderson i Doc Gallows), zostając nowymi posiadaczami tytułów Impact World Tag Team Championship. 17 marca wiceprezes Impact Wrestling Scott D’Amore przyznał The Good Brothers walkę rewanżową w formie Lumberjack matchu, zaznaczając jednocześnie, że zwycięzca tego spotkanie będzie bronił pasy mistrzowskie na Rebellion przeciwko 7 zespołom w walce eliminacyjnej. W Lumberjack matchu, rozegranym 24 marca, zwyciężyli Violent By Design.

#### Pojedynek o Impact Knockouts World Championship
W odcinku Impactu! z 31 marca federacja zorganizowała Battle Royal z udziałem  Alishy Edwards, Gisele Shaw, Havok, Jessie McKay, Jordynne Grace, Lady Frost, Madison Rayne, Rosemary, Savannah Evans i Tenille Dashwood. W pojedynku zwyciężyła Rosemary, która otrzymała miano pretendentki do walki o tytuł Impact Knockouts World Championship z dotychczasową mistrzynią kobiet, Tashą Steelz.

#### Pojedynek o AAA Reina de Reinas Championship
20 lutego Taya Valkyrie powróciła do meksykańskiej federacji Lucha Libre AAA Worldwide (AAA), zwyciężyła w pięcioosobowym starciu, zostając pretendentką do walki o tytułu AAA Reina de Reinas Championship. 1 kwietnia na gali Impact Wrestling Multiverse of Matches, rzuciła wyzwanie posiadaczce tytułu, zawodniczce federacji Impact Wrestling, Deonnie Purrazzo, na gali Rebellion.

#### Eddie Edwards vs. Jonathan Gresham
W lutym, gdy Josh Alexander został wysłany przez Scotta D’Amore do domu, Team Impact (Chris Sabin, Eddie Edwards, Rich Swann i Rhino) wybrali Jonathana Greshama, posiadacza tytułu ROH World Championship, jako swojego piątego członka w rywalizacji z Honor No More (Matt Taven, Mike Bennett, Kenny King, PCO i Vincent) na gali No Surrender (19 lutego). Tego samego dnia Gresham został znaleziony nieprzytomny na korytarzu, dlatego jego miejsce zajął Steve Maclin. Tuż przed rozpoczęciem wspomnianej walki na No Surrender Edwards również nie był w stanie wspomóc towarzyszy, dlatego zastąpił go Willie Mack. Ostatecznie okazało się, że to Edwards zaatakował Greshama, po czym zdradził Team Impact i dołączył do Honor No More.   

#### Jay White vs. Chris Sabin vs. Steve Maclin
Od marca trwała rywalizacja Bullet Clubu (Jay White, Chris Bey, Karl Anderson, Doc Gallows) z The Motor City Machine Guns (Alex Shelley i Chris Sabin). Na gali Impact Wrestling Multiverse of Matches Sabin pokonał White’a w walce indywidualnej. Po zakończeniu pojedynku zwycięzca został zaatakowany przez Steve’a Maclina, który mścił się na członkach Team Impact, za to, że bardziej ufali zdradzieckiemu Eddiemu Edwardsowi, a jego lojalność traktowali z dużą rezerwą. W trakcie bójki White również kilkukrotnie uderzył Sabina, po czym skonfrontował się z Maclinem i niespodziewanie kopnął go w krocze.

#### Jonah v. Tomohiro Ishii
W odcinku Impactu! z 24 marca Jonah wyzwał na pojedynek zawodnika japońskiej federacji New Japan Pro-Wrestling (NJPW), Tomohiro Ishiiego.

## Karta walk
Zestawienie zostało oparte na źródle:
| Nr | Wyniki | Stypulacje                                                            | Czas  |
| --- | --- | --------------------------------------------------------------------- | ----- |
| 1D | Kenny King pokonał Crazzy’ego Steve’a                                                                         | Singles match                                                         | —     |
| 2P | Eddie Edwards pokonał Chrisa Beya                                                                             | Singles match                                                         | 9:23  |
| 3P | The Influance (Tenille Dashwood i Madison Rayne) pokonały The IInspiration (Cassie Lee i Jessie McKay)        | Tag Team match o Impact Knockouts World Tag Team Championship         | 6:35  |
| 4 | Steve Maclin pokonał Chrisa Sabina i Jaya White’a                                                             | Three-Way match                                                       | 12:07 |
| 5 | Taya Valkyrie pokonała Deonnę Purrazzo (c)                                                                    | Singles match o AAA Reina de Reinas Championship                      | 9:03  |
| 6 | Ace Austin pokonał Treya Miguela (c) i Mike’a Baileya                                                         | Three-Way match o Impact X Division Championship                      | 10:25 |
| 7 | Tomohiro Ishii pokonał Jonaha                                                                                 | Singles match                                                         | 14:34 |
| 8 | Violent By Design (Eric Young i Joe Doering) (z Deanerem) (c) wygrali eliminując jako ostanich Heatha i Rhino | Eight-Team Elimination Challenge o Impact World Tag Team Championship | 33:02 |
| 9 | Tasha Steelz (c) (z Savannah Evans) pokonała Rosemary (z Havok)                                               | Singles match o Impact Knockouts World Championship                   | 11:45 |
| 10 | Josh Alexander pokonał Moose’a (c)                                                                            | Singles match o Impact World Championship                             | 23:56 |
| (c) – mistrz/mistrzyni przed walkąD – walka była dark matchem (nietransmitowana w TV)P – walka miała miejsce w pre-show | |                                                                       |       |

### Tag Team Elimination Challenge
| Nr. eliminacji | Drużyna                                          | Nr. wejściowy | Wyeliminowani przez | Czas  |
| -------------- | ------------------------------------------------ | ------------- | ------------------- | ----- |
| 1              | Jordynne Grace i W. Morrissey                    | 2             | The Major Players   | –     |
| 2              | The Major Players (Brian Myers i Matt Cardona)   | 1             | The Good Brothers   | –     |
| 3              | Johnny Swinger i Zicky Dice                      | 4             | The Good Brothers   | –     |
| 4              | Rich Swann i Willie Mack                         | 5             | The Good Brothers   | –     |
| 5              | The Good Brothers (Doc Gallows i Karl Anderson)  | 3             | Honor No More       | –     |
| 6              | Honor No More (Matt Taven i Mike Bennett)        | 6             | Heatha i Rhino      | –     |
| 7              | Heath i Rhino                                    | 7             | Violent By Design   | 32:50 |
| Zwycięzcy      | Violent By Design (Eric Young i Joe Doering) (c) | 8             | —                   | 32:50 |